# Corrosión intergranular

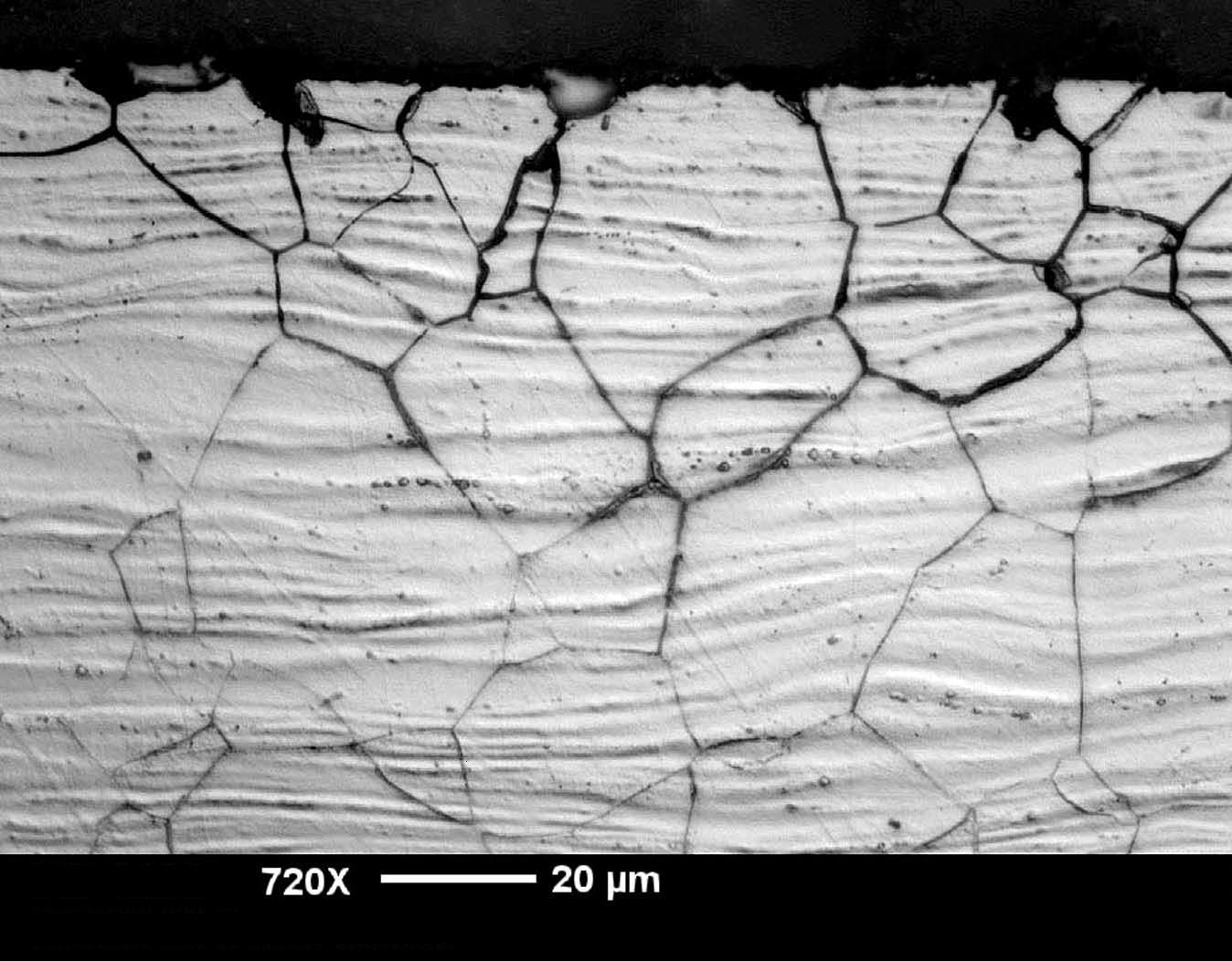
Vista microscópica de una sección transversal pulida de un material atacado por corrosión intergranular.

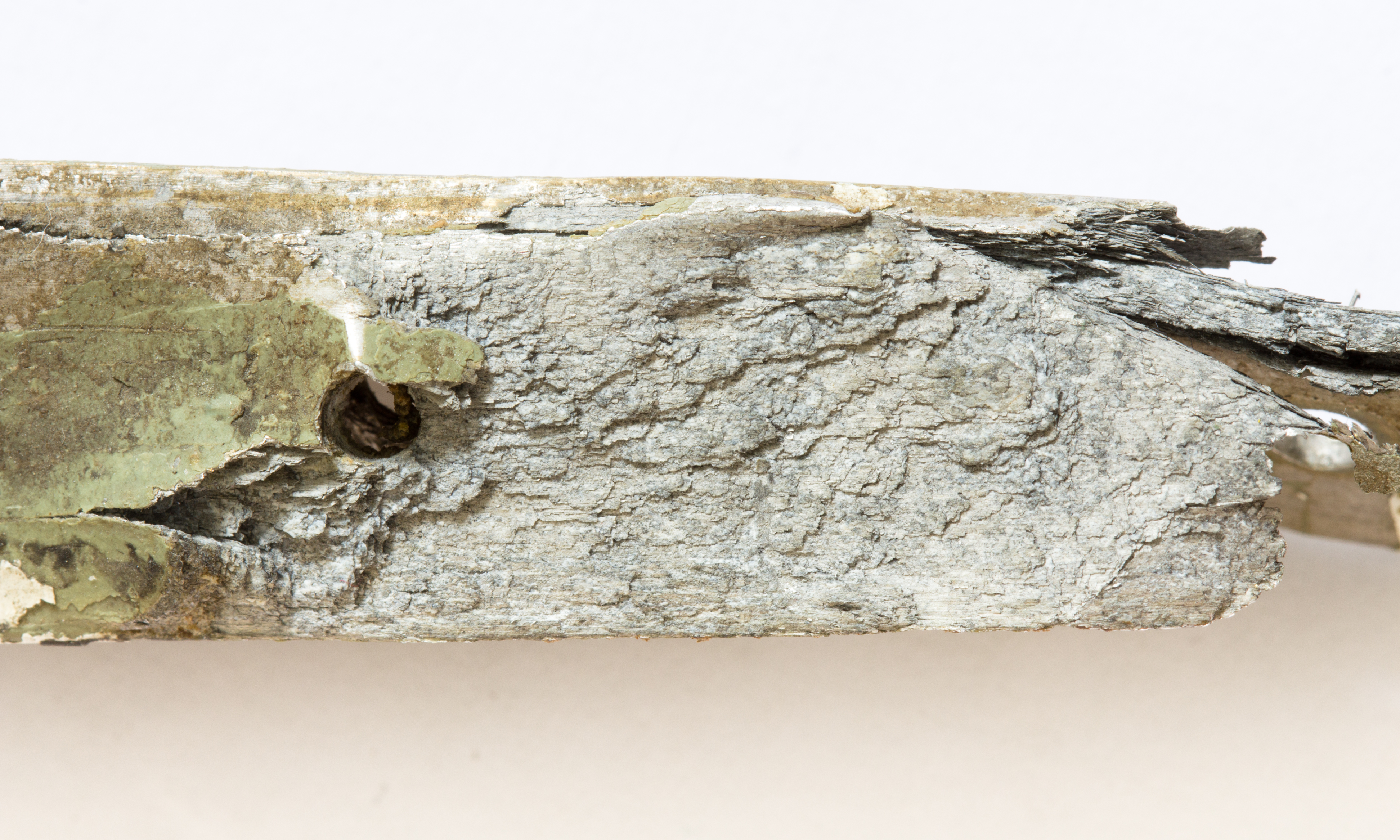
Corrosión por exfoliación en una pieza de aluminio. La corrosión por exfoliación es un tipo de corrosión intergranular. Se pueden apreciar las capas.

La corrosión intergranular, también conocida como ataque intergranular (IGC y IGA por sus siglas en inglés), es una forma de corrosión que se presenta en algunas aleaciones, y que está caracterizada por la disolución del metal en las zonas próximas al borde de grano.
Se suele producir en aleaciones que forman capa pasiva, como son los aceros inoxidables, y que consiste en la formación de carburos de cromo en los bordes de grano, provocando un empobrecimiento en cromo en la zona aledaña, no quedando suficiente cromo para formar la capa pasiva de óxido de cromo que le protege del ambiente. Este fenómeno es característico de los aceros inoxidables, sin embargo se puede presentar en otras aleaciones que forman capas pasivas, como aleaciones base aluminio o níquel. 

## Mecanismo
En aceros inoxidables, es necesario una cantidad mínima de aproximadamente el 12% de cromo para crear la capa protectora de óxido de cromo (Cr2O3), que es la que aporta la resistencia a la corrosión a los aceros inoxidables. El mecanismo que se presenta para la corrosión intergranular es la formación de carburos de cromo normalmente el (Cr23C6) , debido a que la afinidad del cromo por el carbono es termodinámicamente muy alta. Cuando se eleva la temperatura, el carbono tiene buena difusividad a través del acero hacia el borde del grano, y en el borde de grano se produce la nucleación de los precipitados de Cr23C6 muy ricos en cromo, provocando que quede una zona próxima a los carburos empobrecida en cromo (inferior al 12% de cromo), lo que provoca que estas zonas no se pueda formar la capa protectora. Para que se formen los carburos de cromo en los bordes de grano, se tiene que producir la difusión del carbono hasta los límites de grano,  normalmente este proceso está asociado a un aumento y mantenimiento de la temperatura de entre 450 a 850 °C, al cual se le denomina sensibilización a la corrosión intergranular, y normalmente es producto de un mal tratamiento térmico o una soldadura. El acero queda sensibilizado a la "corrosión intergranular".
Al crearse los carburos de cromo y las zonas empobrecidas en este último elemento, se crean pequeñas celdas galvánicas debido a la diferencia de potencial entre los bordes y el resto del grano del metal, lo cual provoca una corrosión galvánica localizada en los bordes del grano. 
Las aleaciones de aluminio pueden ser sensibles la corrosión intergranular si dentro de los granos de la aleación hay partículas de materiales que actúen como ánodos, la corrosión intergranular también afectar a las aleaciones con un alto contenido de cobre.

## Efecto de la sensibilización
La sensibilización de los metales se produce por una alteración de la microestructura de la aleación, que provoca la formación de precipitados en bordes de grano, y que modifican la composición de la aleación en estas zonas.
Ciertas aleaciones cuando se exponen a temperatura o un rango de temperaturas en particular se sensibilizan y se vuelven susceptibles a la corrosión intergranular. En una atmósfera corrosiva, las interfaces del grano de esa aleación sensibilizada se vuelve muy reactivas y se produce la corrosión intergranular, la cual se caracteriza por un ataque localizado adyacente a los límites de grano y poca o nula corrosión dentro del mismo.
Esta corrosión se considera generalmente que es causada por la segregación de impurezas en los bordes de grano o por el enriquecimiento o el agotamiento de uno de los elementos de aleación en las zonas aledañas al de borde de grano. De esta manera, en algunas aleaciones de aluminio, se ha demostrado que pequeñas cantidades de hierro se segregan en los límites de grano y causan corrosión intergranular, también se ha visto que en el contenido de zinc en los latones es mayor en los límites de granos que han sufrido corrosión. Las aleaciones de aluminio de alta resistencia tales como el duraluminio (aleación de Al-Cu), en las cuales el fortalecimiento de la aleación depende de las fases precipitadas, son susceptibles a la corrosión intergranular después de una sensibilización a temperaturas de 120 °C. Las aleaciones ricas en níquel como el Inconel 600 o el Incoloy 800 muestran una susceptibilidad similar a esta corrosión.
Las aleaciones de zinc fundidas que contienen aluminio exhiben corrosión intergranular cuando se someten a vapor en una atmósfera marina. Los aceros al Cr-Mn y Cr-Mn-Ni son susceptibles a la corrosión intergranular tras una sensibilización en un rango de temperatura de 400 - 850 °C. En el caso de los aceros inoxidables austeníticos, cuando se somete a estos aceros en una rango de temperatura de 500 - 800 °C, ocurre el empobrecimiento de cromo en la región adyacente a los límites de granos (al formarse los carburos de cromo), lo cual provoca la susceptibilidad a la corrosión intergranular. Este proceso se ha visto en calderas, generadores de vapor o en estructuras soldadas con estos aceros.

## Métodos de prevención
Para evitar este tipo de corrosión se debe evitar calentar el acero entre el rango de la temperatura de sensibilización (450 - 850 °C), o en el caso de calentar, ya sea por un calentamiento térmico o una soldadura hacerlo con el cuidado debido, se debe calentar el acero a una temperatura mayor a 1100 °C, la cual permite disolver los carburos dentro del grano del material y luego se enfría rápidamente para evitar de nuevo su formación.
Otra forma de prevenir este fenómeno es utilizar aceros con bajo contenido de carbono, inferior a 0,02%, ya que se ha estimado que con contenidos inferiores a este valor no se produce la formación de los carburos de cromo y por tanto la corrosión intergranular no se producirá.
En el caso de soldadura, para evitar este fenómeno corrosivo se debe soldar partes delgadas para que así al terminar la soldadura la pieza libere el calor tan rápidamente que no de tiempo a la formación de los carburos.

### Acero estabilizado
Para evitar la corrosión intergranular se pueden usar aceros estabilizados, los cuales están aleados con elementos como el titanio (AISI 321), niobio y tantalio (AISI 347), los cuales tienen más afinidad por el carbono que el cromo, por lo que serán estos elementos y no el cromo los que formarán los carburos, evitando las zonas pobres de cromo y con ello su pérdida en la resistencia contra la corrosión.
Otro efecto relacionado con la corrosión intergranular es el ataque "Knifeline", este fenómeno se ve dentro de los aceros estabilizados con niobio como el acero inoxidable 347. El titanio y el niobio, así como sus carburos se disuelven el en acero a temperaturas muy altas, en algunos ciclos de enfriamiento, el carburo de niobio no precipita, y el acero se comporta como uno no estabilizado por lo que se forman los carburos de cromo. Sin embargo esto solo suele pasar en los ciclos de enfriamiento en soldaduras y sólo afecta a una zona delgada de algunos milímetros de ancho en la vecindad misma de la soldadura, las estructuras hechas de aceros que puedan ser atacados mediante este fenómeno deben ser calentados por encima de 1066 °C para disolver el carburo de cromo y formar el carburo de niobio. La velocidad de enfriamiento no es importante en este último tratamiento, debido a que el carbono que podría unirse con el cromo ya está ligado con el niobio.